# Tituboea biguttata
Tituboea biguttata is een keversoort uit de familie bladkevers (Chrysomelidae). De wetenschappelijke naam van de soort werd in 1791 gepubliceerd door G.A. Olivier.